# Igaci Futebol Clube
Maillots
Dernière mise à jour : 9 février 2012.
L'Igaci Futebol Clube est un club brésilien de football basé à Igaci dans l'État de l'Alagoas.

## Palmarès
- Championnat de l'Alagoas de deuxième division :
  - Champion : 2006